# Glacier de Rochemelon
Le glacier de Rochemelon, en italien Ghiacciaio di Rocciamelone, est un glacier de France situé dans les Alpes, en Savoie.

## Géographie
Il couvre l'ubac de Rochemelon, de la pointe de Novalèse et du col de la Resta, sous la pointe du Ribon située au nord, dans la partie amont de la vallée du Ribon et juste au nord de la frontière franco-italienne,.

## Histoire
Dans les années 1970, un lac périglaciaire se forme périodiquement par la fonte du glacier. En 2004, son volume est tel qu'il menace d'une inondation soudaine la vallée en aval et la décision est prise de le vidanger.

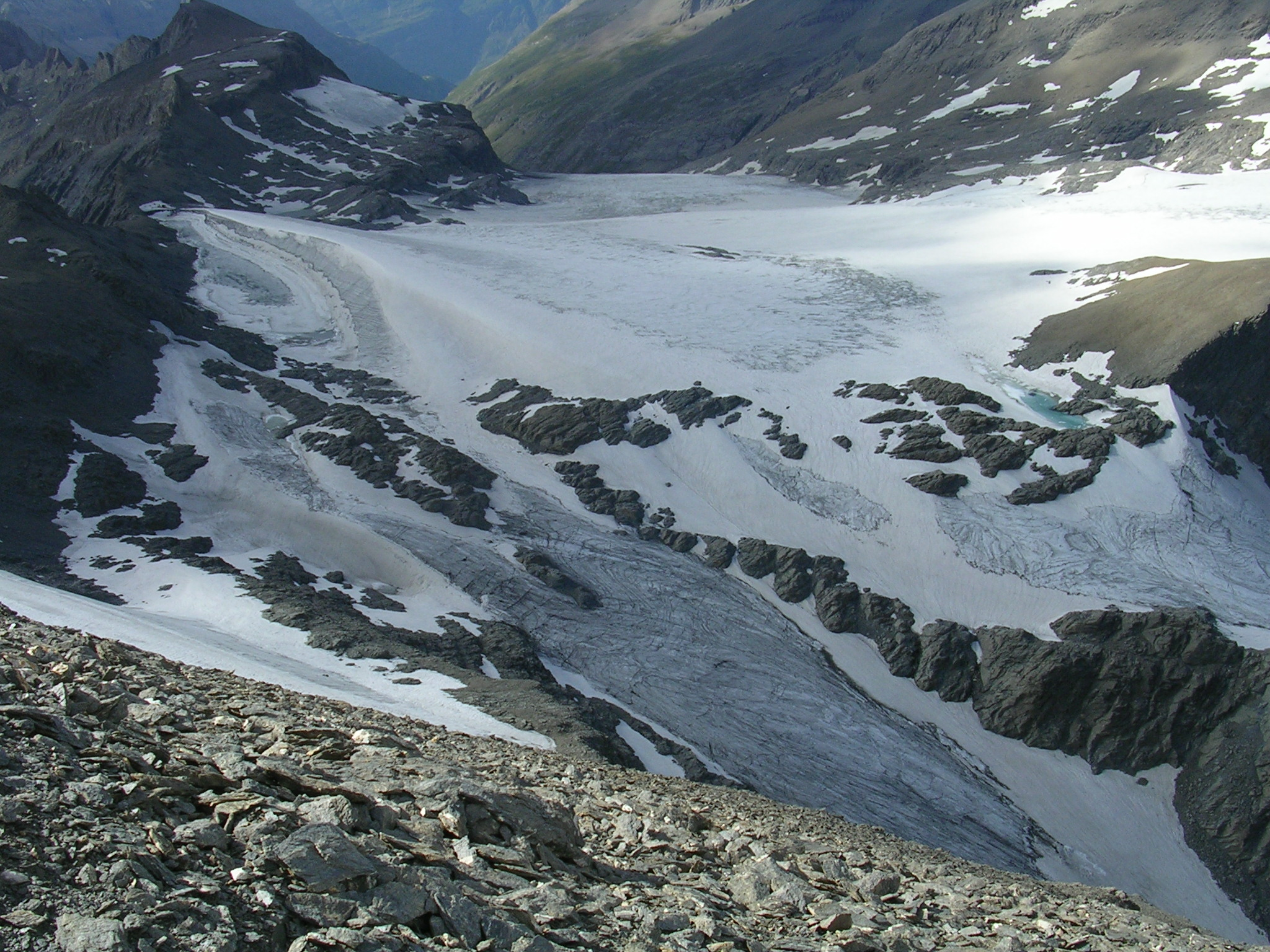
Vue du glacier depuis Rochemelon au sud.